# Teorie spiskowe na temat wykorzystywania zwierząt przez Izrael w celach militarnych i szpiegowskich
Teorie spiskowe z udziałem zwierząt dotyczące państwa Izrael pojawiają się czasami w mediach oraz w internecie, zazwyczaj w krajach muzułmańskich i dotyczą wykorzystywania zwierząt przez państwo Izrael do przeprowadzania ataków na cywilów lub prowadzenia działalności szpiegowskiej. Teorie te często są uważane za przejaw syjonizmu lub izraelskiego spisku.
Przykładami mogą być egipskie ataki rekinów z grudnia 2010 oraz schwytanie w Arabii Saudyjskiej sępa płowego z odbiornikiem GPS oznakowanym jako izraelski.

## Ataki rekinów

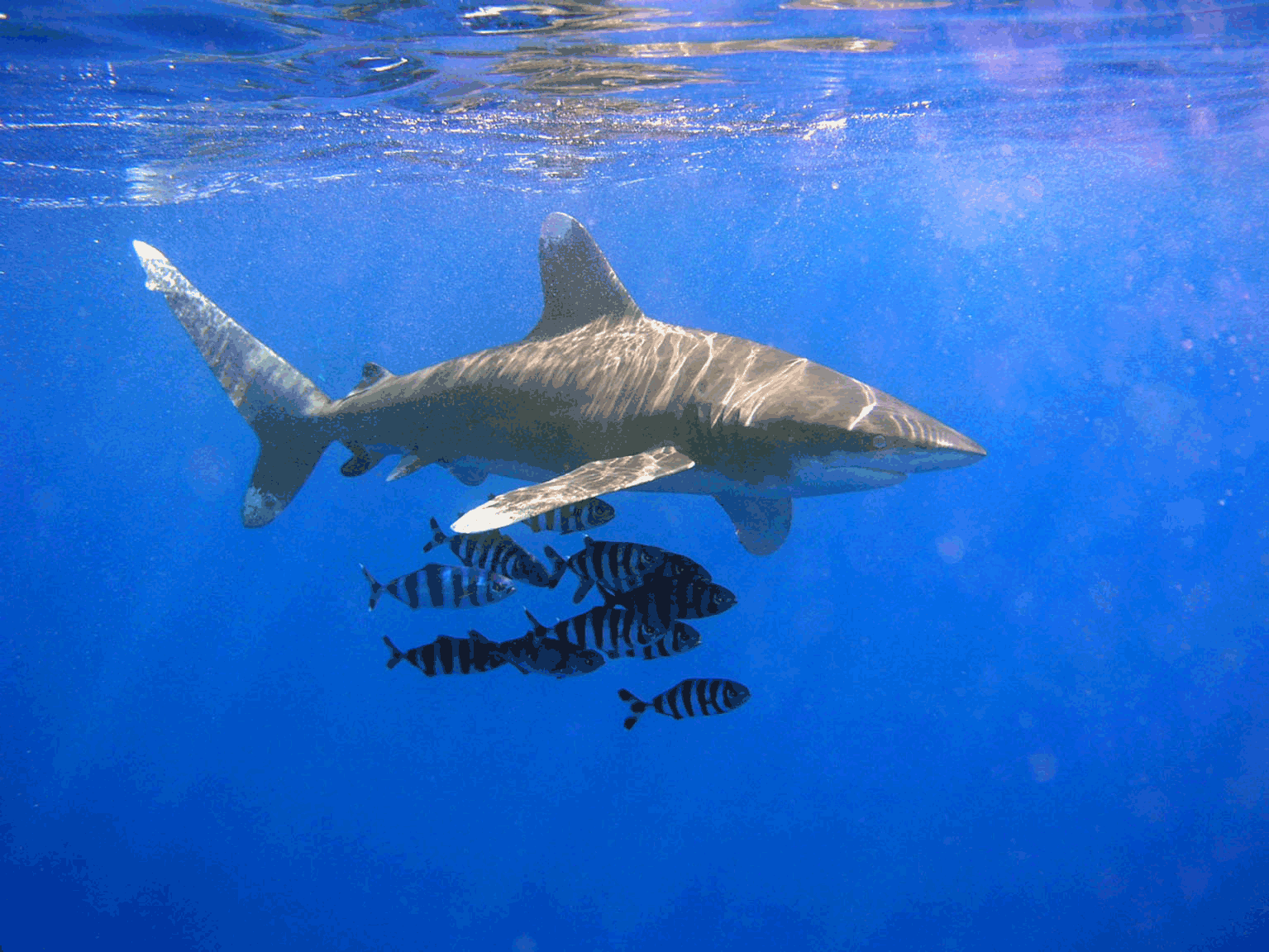
Żarłacz białopłetwy, jeden z dwóch gatunków rekinów biorących udział w atakach z grudnia 2010

W grudniu 2010 roku miało miejsce kilka ataków rekinów w rejonie kurortu Szarm el-Szejk w Egipcie. Trzy osoby zostały ranne, a jedna zginęła. 
Po atakach w wywiadzie dla popularnego, ale kontrowersyjnego programu telewizyjnego Egypt Today kapitan Mustafa Ismail przedstawiony publiczności jako „słynny nurek” twierdził, że urządzenia śledzące GPS znajdujące się na jednym z rekinów w rzeczywistości są „urządzeniami sterującymi” zamontowanymi przez izraelskich agentów. Gubernator Południowego Synaju, Mohammad Abdul Fadhil Shousha w wywiadzie telewizyjnym powiedział: „Doniesienia o Mosadzie wypuszczającym rekiny-zabójców [do morza] aby zaszkodzić egipskiej turystyce nie mogą zostać wykluczone. Potwierdzenie teorii wymaga czasu”. Shousha później bezpośrednio zaprzeczył związkom Izraela z wydarzeniami z grudnia 2010.
Profesor Mahmoud Hanafy, biolog morski na Uniwersytecie Kanału Sueskiego opisał teorię spiskową jako „smutną” i tłumaczył portalowi informacyjnemu Ahram Online, że urządzenia GPS są wykorzystywane przez biologów morskich do śledzenia rekinów, a nie do zdalnego sterowania nimi. Egipscy urzędnicy sugerowali, że ataki mogły być spowodowane nadmiernym odłowem ryb, nielegalnym karmieniem rekinów, wyrzucaniem do morza owczych tuszek lub wysokimi temperaturami wody.
Amr Yossef, adiunkt na wydziale politologii Amerykańskiego Uniwersytetu w Kairze napisał, że ta oraz podobne teorie spiskowe są rezultatem mylnego przekonania egipskiej opinii publicznej na temat wszechmocy Izraela. Yossef zauważył, że „Pomijając fakt, że oskarżenia nie mają oparcia w logice, ani rzeczywistości, nikt nie przestanie pytać dlaczego Izrael w obliczu poważnych wyzwań bezpieczeństwa (Iran, Hezbollah, Hamas etc.) miałby zajmować się tego typu działaniami”.

## Ptaki przenoszące izraelskie urządzenia śledzące
Ptaki (a także inne zwierzęta) często są oznakowane przy użyciu opasek identyfikacyjnych oraz odbiorników GPS w celu śledzenia ich wędrówek w ramach badań migracji zwierząt lub z podobnych powodów.
Ohad Hatzofe, ekolog-ornitolog z Zarządu Ochrony Przyrody i Parków Narodowych powiedział, że pomysł wykorzystywania oznakowanych ptaków do działań szpiegowskich jest absurdalny oraz zaznaczył, że „ptaki oraz inne dzikie zwierzęta należą do nas wszystkich i musimy współpracować... Ignorancja jest przyczyną głupich wierzeń, że są one wykorzystywane do szpiegowania”.

### Sęp płowy

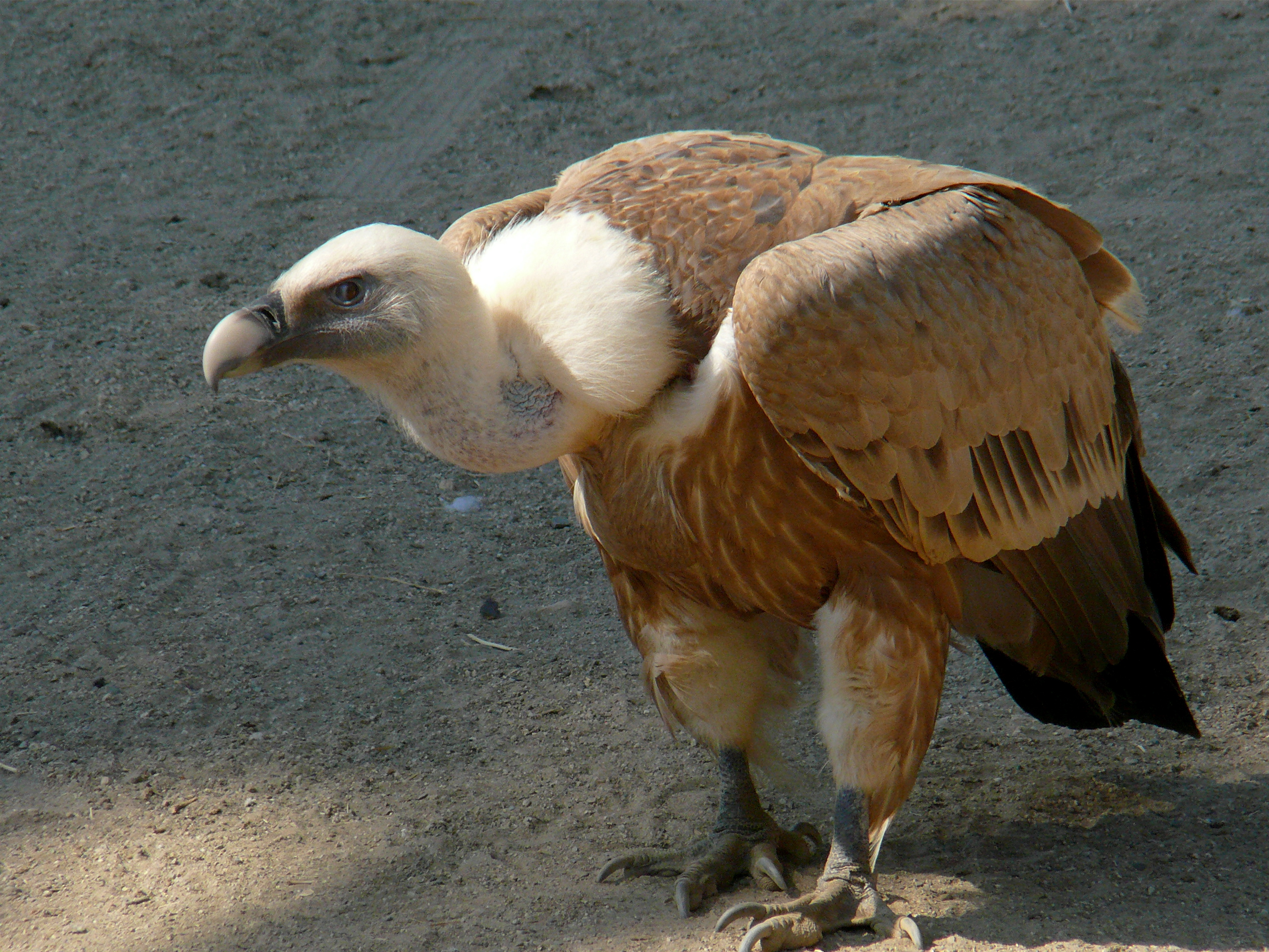
Sęp płowy według Czerwonej Listy Międzynarodowej Unii Ochrony Przyrody i Jej Zasobów jest gatunkiem o kategorii zagrożenia LC i ma w Polsce status włóczęgi

Sęp płowy jest gatunkiem niemal wymarłym na terenie gór Izraela i jest przedmiotem projektu rekonstrukcji gatunku. Projekt ten zakłada między innymi śledzenie ich migracji.
W 2011 sęp płowy o rozpiętości skrzydeł około 2,4 metra został schwytany przez myśliwego w Arabii Saudyjskiej w pobliżu Ha’il. Miał on na sobie odbiornik GPS oraz obrączkę na nodze z napisem „Uniwersytet Telawiwski”. Plotki, że ptaki zostały wysłane przez Izrael, aby szpiegować Arabię Saudyjską rozpowszechnione wśród ludności lokalnej zostały powtórzone przez niektóre saudyjskie gazety. Książę Bandar ibn Sultan, a następnie sekretarz generalny Saudyjskiej Narodowej Rady Bezpieczeństwa zaprzeczył plotkom, tłumacząc że urządzenie znalezione na ptaku zostało zainstalowane w ramach programu naukowego oraz że ptak zostanie wkrótce wypuszczony na wolność. Saudyjskie służby zajmujące się dziką przyrodą potwierdziły, że odbiornik GPS służył tylko celom naukowym. Bandar ibn Sultan powiedział, że „niektórzy saudyjscy dziennikarze w pogoni za sensacją pospieszyli się z publikacją niesprawdzonej informacji o ptaku... powinni zasięgnąć informacji u kompetentnych rzeczoznawców przed publikacją tego typu informacji”. Władze Izraela opisały plotki jako niedorzeczne oraz że zostali wprawieni w oniemienie. Rzecznik Zarządu Ochrony Przyrody i Parków Narodowych powiedział Izraelskiej gazecie „Ma’ari”, że izraelscy naukowcy używają odbiorników GPS w celu monitorowania migracji zwierząt. Powiedział także, że „urządzenie nie wykonuje żadnych innych czynności poza odbieraniem i zbieraniem danych na temat miejsc pobytu ptaka”. Izraelski ornitolog Yossi Leshem z Uniwersytetu Tel Awiwu powiedział, że było to trzecie zatrzymanie monitorowanego ptaka przez władze Sudanu. Zaznaczył, że władze Sudanu zatrzymały wcześniej ścierwnika pod koniec lat 70. oraz pelikana różowego na początku lat 80. Oba ptaki miały na sobie izraelskie urządzenia służące monitorowaniu ich ścieżek migracji.

### Żołna

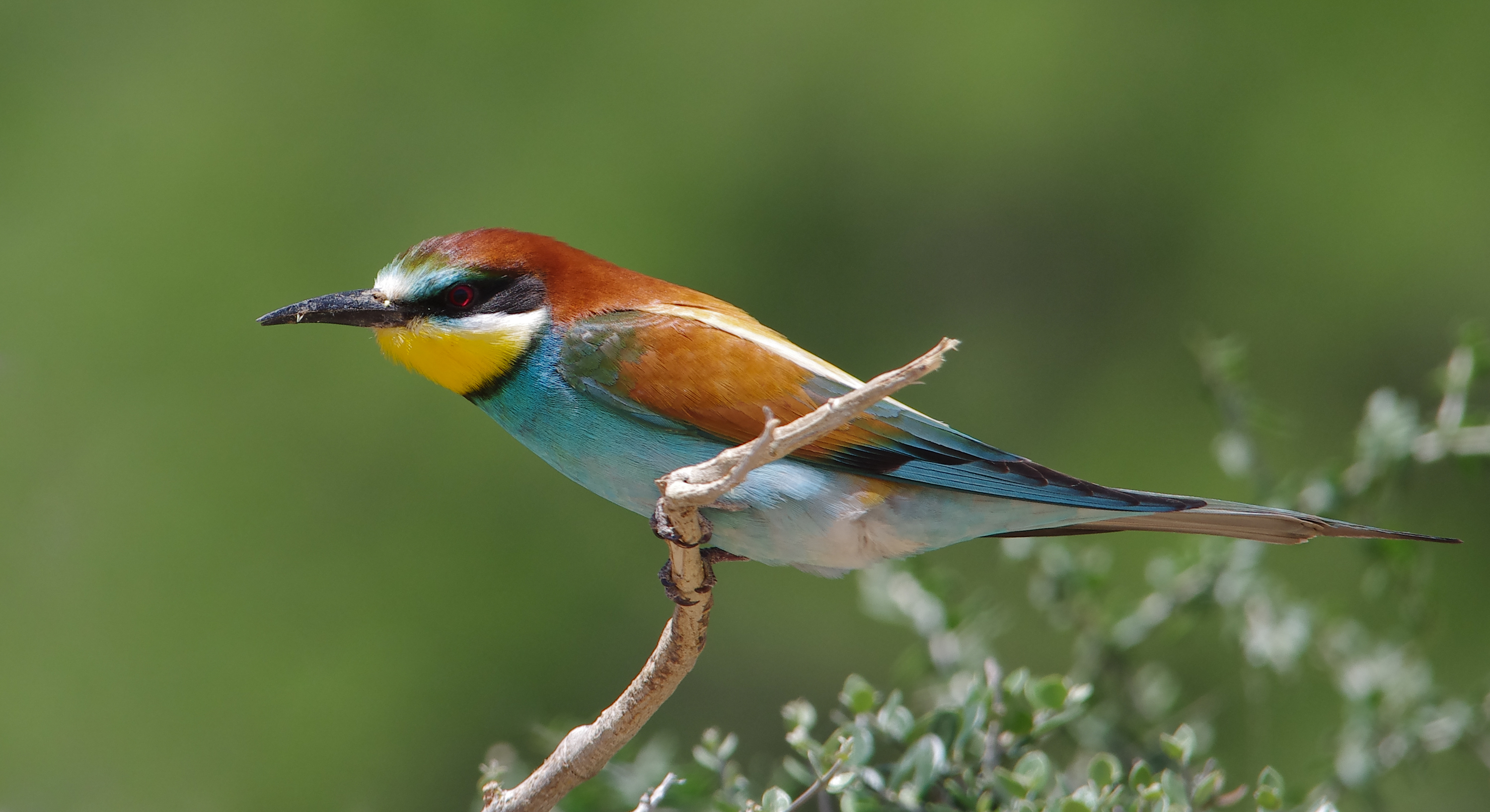
Żołna jest w Polsce rzadkim ptakiem lęgowym objętym ścisłą ochroną gatunkową

W maju 2012 roku w mieście Gaziantep w południowo-wschodniej Turcji znaleziono martwą żołnę zwyczajną noszącą na nodze izraelską obrączkę. Mieszkańcy obawiając się, że ptak mógł przenosić izraelski mikro-chip w celu prowadzenia działalności szpiegowskiej w okolicy, poinformowali o zajściu władze lokalne. W prowadzone śledztwo włączona została jednostka antyterrorystyczna. Tureckie ministerstwo rolnictwa podjęło się badania zwłok żołny i zapewniło mieszkańców, że zakładanie obrączek ptakom migrującym jest powszechną praktyką stosowaną w celu monitorowania ich wędrówek. „Dziko nieprawdopodobne teorie spiskowe znajdują podatny grunt w Turcji, wśród których izraelskie spiski należą do najpowszechniej uważanych za wiarygodne” skomentował zajście korespondent BBC Jonathan Head.

### Sęp
W grudniu 2012 roku sudańska gazeta ogłosiła, że sudański rząd schwytał w mieście Kereinek sępa, który jest uważany za izraelskiego ptaka szpiegującego. Ptak był, jak donosiła gazeta, oznakowany w języku hebrajskim i przenosił urządzenia elektroniczne.
Ohad Hazofe, ekolog z Zarządu  Ochrony Przyrody i Parków Narodowych skomentował dla izraelskiego serwisu informacyjnego YNet: „To jest młody sęp, który został oznakowany w październiku, podobnie jak 100 innych. Nosi on dwie opaski na skrzydłach oraz wyprodukowany w Niemczech odbiornik GPS”. Ohad Hazofe zaprzeczył doniesieniom, jakoby urządzenie miało możliwość robienia zdjęć.

### Pustułka

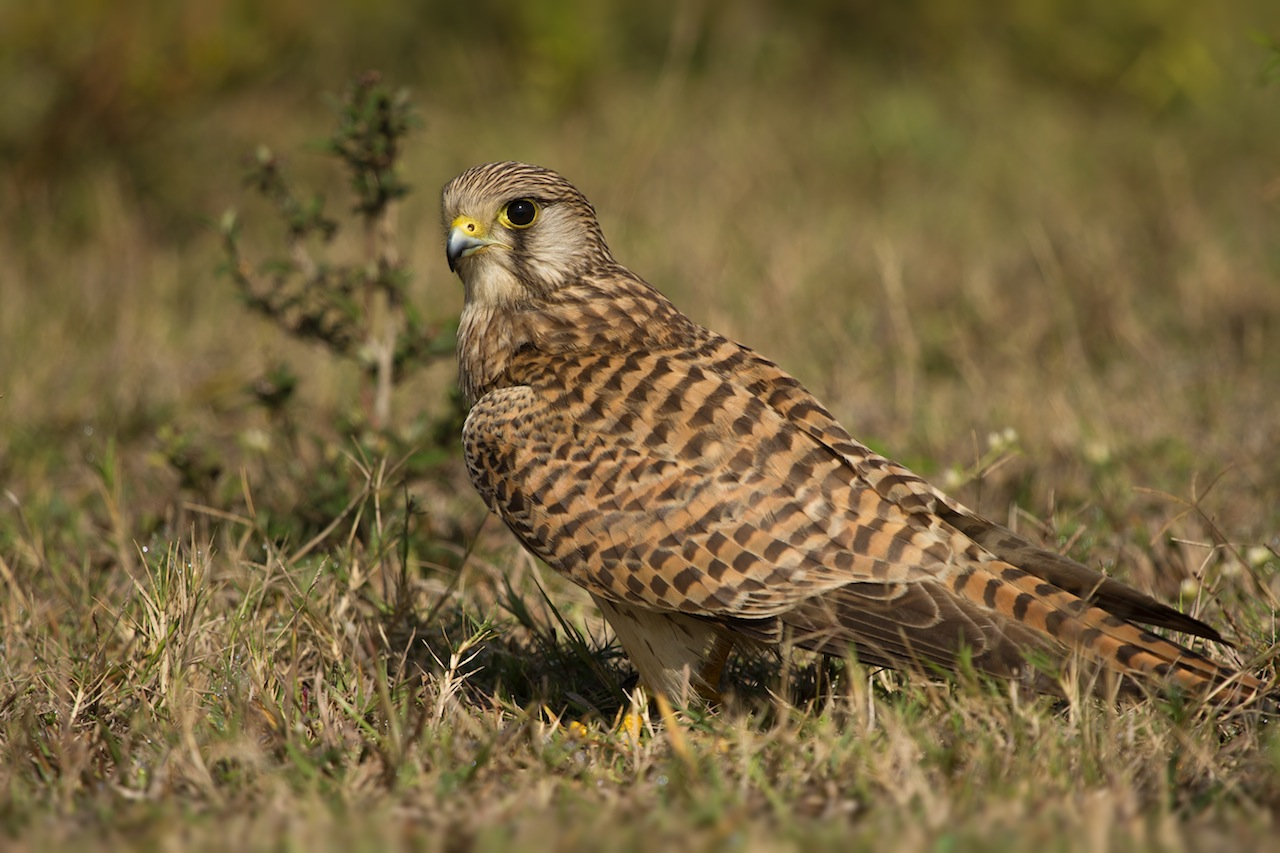
W 2013 pustułka, po tym jak została zidentyfikowana jako izraelski szpieg, była poddana badaniom medycznym na tureckim Uniwersytecie Firat

Pustułki zwyczajne są częstymi gośćmi podczas sezonu lęgowego w Izraelu oraz Turcji. w 2013 roku pustułka nosząca izraelską obrączkę na nodze została znaleziona przez mieszkańców w tureckiej prowincji Elâzığ.
Początkowo personal medyczny Uniwersytetu Fırat zidentyfikował ptaka w swoich dokumentach rejestracyjnych jako „izraelskiego szpiega”. Jednakże po wykonaniu badań medycznych, między innymi prześwietleń rentgenowskich, zostało stwierdzone, że ptak nie przenosił urządzeń elektronicznych.

### Komentarze na temat zjawiska

Mosad jest izraelską agencją wywiadowczą. Według Jamesa Hidera dowody na wykorzystywanie zwierząt przez Mosad są niewystarczające

Dziennikarz James Hider połączył reakcje na ataki rekinów z tymi wywołanymi przez incydent z sępem i określił nastroje panujące w krajach arabskich jako „paranoję wśród wrogów Izraela oraz ich przyjaciół”, dodał także, że „dowody na wykorzystywanie zwierząt przez Mosad są niewystarczające”.
Jackson Diehl z „Washington Post” również zauważył analogię pomiędzy tymi zdarzeniami, pisząc że arabskie media oraz władze, które rozpowszechniają fantazje na temat rekinów pracujących dla Mosadu oraz szpiegujących ptakach „zasługują na wydrwienie”. Przypominając teorię Breta Stephensa, że teorie spiskowe są przykładem „upodlenia arabskich umysłów”, Diehl zauważył, że biorąc pod uwagę fakt, iż izraelskie tajne operacje są „niemalże równie fantastyczne jak te fantazje”, ta paranoja może zostać także wytłumaczona w mniej niepochlebny sposób.
W 2011 roku Jihad el Khaze z libańskiej gazety Dar Al Hayat opublikował analizę ostatnich teorii spiskowych z udziałem zwierząt, tłumacząc że idea spisków nie jest zjawiskiem występującym jedynie w świecie arabskim. Według Dar Al Hayat ludzie „zawsze szukają wytłumaczenia, które pasuje do ich założonych wcześniej wyobrażeń lub kaprysów, nawet jeśli te wytłumaczenia często dają prawdzie i logice powód do spoliczkowania”.
Gil Yaron z The Toronto Star napisał, że „niewątpliwie wiele zwierząt służy w izraelskiej armii i służbach bezpieczeństwa: psy wykrywające ładunki wybuchowe i alpaki pomagające góralom transportować ładunki. (...) Jednak opowieści o wykorzystywaniu rekinów, ptaków, gryzoni lub jak również twierdzono, owadów przez wojsko są w znacznie większym stopniu owocem wyobraźni, niż twardych dowodów”.